# Meglio Stasera
Meglio Stasera (på engelska även känd som It Had Better Be Tonight) är en låt skriven av Henry Mancini 1963. Den italienska låttexten är skriven av Franco Migliacci och den engelska av Johnny Mercer. Låten skrevs för filmen Den rosa pantern (1963) i vilken den framfördes av den amerikanska sångerskan Fran Jeffries. Låten används även instrumentalt som filmmusik i bakgrunden i filmen, ibland som en introduktion till filmens  kända huvudtema, The Pink Panther Theme.

## Låttext och översättning
Nedan är låtens italienska originalinledning citerad, följt av en ordagrann svensk översättning samt den engelska låttexten. Den engelska låttexten innehåller det italienska uttrycket "Fa' subito!" som betyder "gör det genast". Detta förekommer inte i den italienska låttexten, men alla versioner har samma underliggande budskap: "låt oss älska i kväll, för ingen vet vad som händer i morgon".
Italiensk låttext (original)
Meglio stasera, che domani o mai,
Domani chi lo sa, quel che sarà?
Ordagrann svensk översättning av den italienska låttexten
Hellre i kväll, än i morgon eller aldrig,
I morgon, vem vet vad som händer då?
Engelsk version
Meglio stasera, baby, go-go-go,
Or as we natives say, "Fa' subito!"

## Michael Bublés inspelning
"It Had Better Be Tonight (Meglio Stasera)" är den fjärde singeln på Michael Bublés tredje album, Call Me Irresponsible. Bublés version är en bearbetning av musikarrangemanget som gjordes för Lena Horne.

### Spårlista
Låten blev en av Bublés mest remixade låtar, bland annat av Eddie Amador med flera.
1. "It Had Better Be Tonight (Meglio Stasera)" (albumversion) 3:06
2. "It Had Better Be Tonight (Meglio Stasera)" (Zoned Out Mix) 3:16
3. "It Had Better Be Tonight (Meglio Stasera)" (Star City Remix) 3:24
4. "It Had Better Be Tonight (Meglio Stasera)" (Eddie Amador's House Lovers Extra Love) 4:42
5. "It Had Better Be Tonight (Meglio Stasera)" (Eddie Amador Club Dub) 5:15
6. "It Had Better Be Tonight (Meglio Stasera)" (Eddie Amador Club Mix) 7:45
7. "It Had Better Be Tonight (Meglio Stasera)" (Eddie Amador's House Lovers Club) 8:04
8. "It Had Better Be Tonight (Meglio Stasera)" (Eddie Amador's House Lovers Dub) 6:46

### Listplacering
| Lista            | Bästa position |
| ---------------- | -------------- |
| Canadian Hot 100 | 89             |

## Andra versioner av låten
Låten har spelats in i flera olika versioner:
- Den italienska versionen framfördes av Fran Jeffries i filmen Den rosa pantern. Låten var dock inte med på filmmusikalbumet.
- En instrumental version används som filmmusik i Den rosa pantern och finns med på filmmusikalbumet.
- En körsång, i vilken man bara svagt kan urskilja den engelska låttexten, hörs i bakgrunden i filmen under maskeradbalen samtidigt som rånförsöket pågår. Versionen finns med på filmmusikalbumet.
- En annan italiensk version arrangerades av Ennio Morricone och framfördes av Miranda Martino 1963 på samlingsalbumet Da Hollywood a Cinecittà. Morricone gjorde senare även en instrumental version.
- Låten förekommer även i filmen Oh, vilket party (1968) som liksom Den rosa pantern också var ett samarbete mellan skådespelaren Peter Sellers, regissören Blake Edwards och kompositören Henry Mancini.
- Andra artister som spelat in låten är Sarah Vaughan, Lena Horne, John Barrowman, Frank Marocco (tillsammans med "Quando, Quando, Quando"), Mondo Candido, Lee Press-on and the Nails och Mic Gillette.